# 迪力木拉提·巴吐尔
迪力木拉提·巴吐尔（維吾爾語：‏دىلمۇرات باتۇر‎‎，1989年7月6日—），维吾尔族，出生于新疆喀什市，是一名中国足球运动员，司职中场。

## 俱乐部生涯
迪力木拉提出自新疆宋庆龄足球学校，曾代表新疆体彩参加中国足球乙级联赛。2011年3月18日，他在试训成都谢菲联失败后和耶和亚、阿布都外力一起转会加盟中国足球超级联赛球队深圳红钻。 同年4月10日，他在深圳红钻主场0比1不敌陕西人和的比赛第60分钟替补卷诚一郎出场，上演中超联赛首秀。 他在2011赛季是球队的主要替补球员，联赛出场17次，3次首发，不过深圳红钻在赛季结束后以联赛最后一名的成绩降级到中甲联赛。之后迪力木拉提为深圳红钻在中甲联赛效力两个赛季，2013赛季基本淡出球队的比赛阵容。
2014年1月，迪力木拉提转会加盟阿曼联赛球队欧鲁巴半年。 他在2013/14赛季阿曼联赛出场6次，射进2球，赛季结束后没有和球队续约。